# Jag kan icke räkna dem alla
Jag kan icke räkna dem alla är en tackpsalm av Lina Sandell som publicerades första gången 1880 i "Barnens bilderbok" och som psalm i Sionstoner 1889. Musik av Albert Lindström 1889. Psalmen bygger på jämförelsen mellan Guds välgärningar och de oräkneliga stjärnorna på himmelen. De går inte att räkna - man kan bara stanna upp i häpnad och tacka. Det finns en likhet med Guds löfte och uppmaning till Abraham i Första Moseboken att "skåda upp mot stjärnorna och räkna dem, om du kan - så skall din säd bliva." 
Ur människans synvinkel är ju stjärnorna definitivt för många för att de ska kunna räknas samman (v. 2). Det har dock anmärkts att detta enligt Bibeln inte gäller för Gud: "Han bestämmer stjärnornas mängd, han nämner dem alla vid namn." (Psaltaren 147:4)

## Publicerad i
- Hemlandssånger 1891 som nr 16 under rubriken "Guds lof och tillbedjan".
- Svensk söndagsskolsångbok 1908 som nr 6 under rubriken "Guds härlighet".
- Svenska Missionsförbundets sångbok 1920 som nr 27 under rubriken "Guds faderliga vård".
- Samlingstoner 1922 som nr 196 under rubriken "Lovsånger".
- Fridstoner 1926 som nr 22 under rubriken "Böne- och lovsånger".
- Svensk söndagsskolsångbok 1929 som nr 30 under rubriken "Guds kärlek och omsorg".
- Sionstoner 1935 som nr 64 under rubriken "Guds lov".
- Guds lov 1935 som nr 6  under rubriken "Inledningssånger".
- 1937 års psalmbok som nr 460 under rubriken "Morgon och afton".
- Förbundstoner 1957 som nr 12 under rubriken "Guds härlighet och trofasthet: Guds trofasthet".
- Segertoner 1960 som nr 106
- Frälsningsarméns sångbok 1968 som nr 304 under rubriken "Det Kristna Livet - Jubel och tacksägelse".
- Cecilia 1986, 1986 års psalmbok, Segertoner 1988, Frälsningsarméns sångbok 1990 samt Psalmer och Sånger som nr 260 under rubriken "Glädje, tacksamhet".
- Svensk psalmbok för den evangelisk-lutherska kyrkan i Finland (1986) som nr 397 under rubriken "Tro och trygghet"
- Lova Herren 1988 som nr 26 under rubriken "Guds godhet och fadersomsorg".
- Lova Herren 2020 som nr 379 under rubriken "Trygghet och förtröstan"